# Elizabeth River Bridge

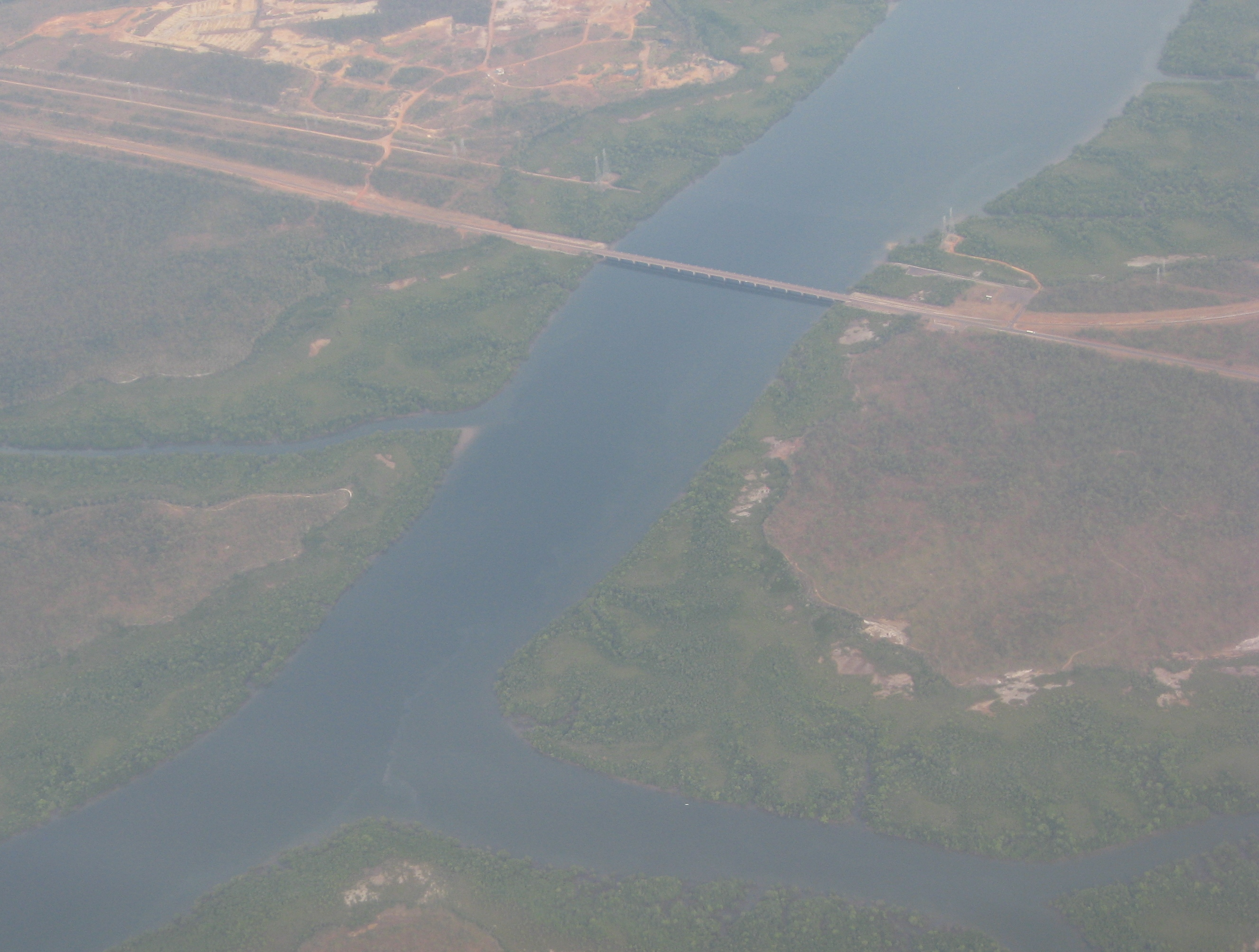
Vue aérienne d'Elizabeth River Bridge

Elizabeth River Bridge est un pont de 510 m de long franchissant Elizabeth River à Palmerston, à 17 km au sud de Darwin.
C'est à la fois un pont routier de la route Channel Island road et un pont ferroviaire de la ligne Adelaide-Darwin.